# Julen Lobete
Julen Lobete Cienfuegos (Lezo, 18 september 2000) is een Spaans voetballer die doorgaans speelt als aanvaller. In augustus 2024 verruilde hij Celta de Vigo voor Málaga.

## Clubcarrière
Lobete speelde in de jeugd van Antiguoko en werd in 2018 opgenomen in de opleiding van Real Sociedad. Zijn professionele debuut maakte hij op 15 augustus 2021, in de Primera División op bezoek bij FC Barcelona. Hij moest van coach Imanol Alguacil op de reservebank beginnen en zag namens de tegenstander eerst Gerard Piqué scoren en daarna twee keer Martin Braithwaite. Eenentwintig minuten na rust mocht de aanvaller invallen voor Portu. Acht minuten voor tijd scoorde hij ook direct zijn eerste doelpunt, op aangeven van Ander Barrenetxea. Door doelpunten van zijn teamgenoot Mikel Oyarzabal en tegenstander Sergi Roberto werd het uiteindelijk 4–2 voor Barcelona.
In de zomer van 2022 verkaste Lobete voor een bedrag van circa één miljoen euro naar Celta de Vigo, waar hij zijn handtekening zette onder een verbintenis voor de duur van vier seizoenen. Direct na zijn komst werd de aanvaller voor een jaar op huurbasis ondergebracht bij RKC Waalwijk. Na het seizoen bij RKC verhuurde Celta de Vigo hem opnieuw, ditmaal aan FC Andorra. Na twee verhuurperiodes mocht Lobete definitief vertrekken bij Celta de Vigo; Málaga nam hem over en contracteerde hem voor drie jaar.

## Clubstatistieken
| Seizoen | Club           | Competitie       | Competitie | Competitie | Beker | Beker | Internationaal | Internationaal | Totaal | Totaal |
| Seizoen | Club           | Competitie       | Wed.       | Dlp.       | Wed.  | Dlp.  | Wed.           | Dlp.           | Wed.   | Dlp.   |
| ------- | -------------- | ---------------- | ---------- | ---------- | ----- | ----- | -------------- | -------------- | ------ | ------ |
| 2021/22 | Real Sociedad  | Primera División | 13         | 2          | 0     | 0     | 1              | 0              | 14     | 2      |
| 2022/23 | Celta de Vigo  | Primera División | —          | —          | —     | —     | —              | —              | 0      | 0      |
| 2022/23 | → RKC Waalwijk | Eredivisie       | 29         | 4          | 1     | 0     | —              | —              | 30     | 4      |
| 2023/24 | → FC Andorra   | Segunda División | 41         | 4          | 1     | 0     | —              | —              | 42     | 4      |
| 2024/25 | Málaga         | Segunda División | 0          | 0          | 0     | 0     | —              | —              | 0      | 0      |
| Totaal  | Totaal         | Totaal           | 83         | 10         | 2     | 0     | 1              | 0              | 86     | 10     |

Bijgewerkt op 3 augustus 2024.